# Miguel Ángel Santoro
Miguel Ángel Santoro (27 de febrer de 1942) és un exfutbolista argentí.

## Selecció de l'Argentina
Va formar part de l'equip argentí a la Copa del Món de 1974.